# Basr al-Harir
Basr al-Harir (arab. بصر الحرير) – miasto w Syrii, w muhafazie Dara. W 2004 roku liczyło 13 315 mieszkańców.